# 斯科特·喬普林
斯科特·喬普林（英語：Scott Joplin，/ˈdʒɒplɪn/，1868年—1917年4月1日），美國非裔作曲家、鋼琴家，以其拉格泰姆作品而聞名於世，被譽為“拉格泰姆之王”。喬普林在其短暫的寫作生涯中共譜寫了44支傳統拉格泰姆樂曲，一支拉格泰姆芭蕾舞曲以及兩部歌劇。他的首部作品《楓葉拉格》（英語：Maple Leaf Rag）是拉格泰姆流派的典型作品，影響頗深。喬普林與另外兩位拉格泰姆作曲家詹姆斯·斯科特、約瑟夫·蘭姆被認為是傳統拉格泰姆流派最重要的作曲家。

## 背景
喬普林于1867年下半年或1868年上半年（真實出生日期有爭議，其墓碑所記出生日期為1868年2月11日）出生於美國德克薩斯州東北部的一個音樂世家。他從小就在當地教師的幫助下學習音樂知識。之後，喬普林一家遷往德克薩斯州特克薩卡納市。特克薩卡納是喬普林的成長地，還在該地成立了一個聲樂四重奏，並教授曼陀林和吉他。19世紀80年代後期，喬普林辭去鐵路工人的工作，致力於成為巡迴音樂家，與樂隊在美國南部舉辦巡迴演出。1893年，喬普林前往芝加哥，參加芝加哥哥倫布紀念博覽會，其在博覽會上的演奏使拉格泰姆這一流派在往後幾年迅速风靡美國全国。
1894年，喬普林遷往密蘇里州錫代利亞市，以鋼琴教師謀生，其學生包括拉格泰姆作曲家亞瑟·馬歇爾、斯科特·海登與布倫·坎貝爾。喬普林于1895年開始出版音樂，其中于1899年出版的作品《楓葉拉格》使其迅速成名。這支作品對後續的拉格泰姆作曲家的有著深遠的影響。這份作品還給喬普林帶來了穩定的生活收入來源，但喬普林之後便經常遇到經濟問題。

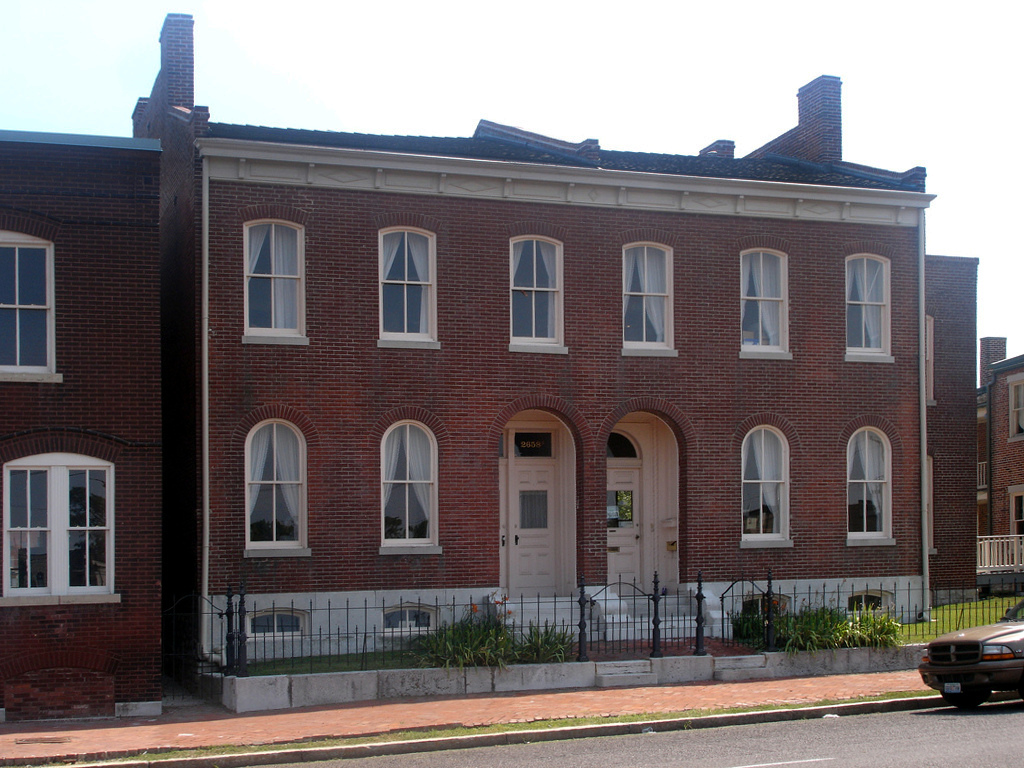
喬普林在聖路易斯的故居

1901年，喬普林遷往美國聖路易斯，繼續其作曲家生涯，並常在聖路易斯社區進行表演。1903年，他因拖欠賬款被政府强制沒收財產，其中包括他的第一部歌劇《榮譽的客人》（A Guest of Honor），該歌劇作品現已佚失。
1907年，喬普林再次喬家遷至紐約尋找新的歌劇製作人。在這一時期，他試圖擺脫音樂形式與名聲的限制，進行其他音樂的譜曲，但未獲在金錢方面上的成功。他的第二部歌劇《特里莫尼莎》（Treemonisha）並未獲得好評，在1915年的部分歌劇演出中反響不高。

## 逝世
1916年，喬普林被診斷身患三期梅毒並陷入精神錯亂狀態。1917年1月，他被送往曼哈頓的一家精神病院，曼哈頓國家醫院。4月1日，喬普林病逝，享年49岁，病因為梅毒誘發的失智症。其尸體被埋葬在紐約皇后區東埃爾姆赫斯特的一個沒有任何標記的贫民墳墓中並持續了57年。1974年，喬普林的墓碑被重新標記。

## 影響与遗产
喬普林以及后续的拉格泰姆作曲家在其年代振興了美國流行音樂，通過創作振奮人心、释放情绪的舞蹈曲調，受到歐美裔美國人对非裔美國音樂风格的普遍赞誉。喬普林的逝世被廣泛認為是拉格泰姆退出主流音樂的標記。拉格泰姆這一音樂流派在其逝世后數年逐漸演變成大跨度鋼琴演奏、爵士樂以及大樂團搖擺樂。20世紀70年代初，美國音樂家約書亞·里夫金（Joshua Rifkin）在其《Scott Joplin: Piano Rags》專輯中演奏了喬普林的數支音樂作品。該專輯被認為是20世紀70年代初率先重新演繹喬普林音樂的作品，同時該專輯還在首年獲得百萬銷量。1973年，奧斯卡獲獎作品《老千計狀元才》也包含數支喬普林的作品（由馬文·漢里殊演奏），包括著名的《演藝人》。1972年，其歌劇《特里莫尼莎》(Treemonisha)终于獲得廣泛的讚譽。1976年，喬普林因“在二百週年之際為美國音樂作出貢獻”被追授普立茲獎。

## 注解
1. ↑  Joplin, Scott.  (sheet music cover). John Stark: 1. 1899  [2017-10-04]. （原始内容存档于2017-01-21）.
2. 1 2  Berlin, Edward A. . Berlin.   [April 9, 2013]. （原始内容存档于2017-08-08）.
3. ↑  Stevens-Garmon, Morgen. . In The Muse. 2021-06-07  [2022-12-29]. （原始内容存档于2022-12-29）.
4. ↑  Berlin (1994) p. 239.
5. ↑  Walsh, Michael. . Time. September 19, 1994  [November 14, 2009]. （原始内容存档于2013-08-12）.
6. ↑  . The Pulitzer Prizes.   [March 14, 2009]. （原始内容存档于2013-02-02）.

## 外部連結
- 斯科特·喬普林——國際拉格泰姆基金 （页面存档备份，存于）
- 斯科特·喬普林在聖路易斯名人徑 （页面存档备份，存于）
- 斯科特·喬普林作品列表
- 《Maple Leaf Rag》的歷史 （页面存档备份，存于）
- 斯科特·喬普林故居 （页面存档备份，存于）

### 音訊試聽、樂譜
- Free scores by 斯科特·喬普林 in the Werner Icking Music Archive (WIMA)
- 斯科特·喬普林的免费乐谱，由国际乐谱典藏计划提供
- 斯科特·喬普林樂譜 （页面存档备份，存于）